# Mario Benjamín Menéndez (médico)
Mario Benjamín Menéndez (Buenos Aires, 4 de marzo de 1897 - Ibídem, 21 de diciembre de 1985) fue un médico argentino, muy recordado en Chañar Ladeado, donde ejerció casi toda su carrera profesional. El hospital local, que durante muchos años dirigió, lo conmemora llevando su nombre.

## Biografía
Mario Benjamín Menéndez nació en Buenos Aires, lugar donde también estudio medicina e hizo sus primeras prácticas. Ya como médico llegó a Chañar Ladeado en 1930 a instancias de dos colegas y amigos que ya ejercían la medicina en las localidades vecinas de Camilo Aldao y Los Surgentes.
El doctor Luis Basso, que había llegado años antes desde Córdoba, luego de casarse partió para radicarse en Hernando (provincia de Córdoba) y le dejó al recién llegado su consultorio y gran parte del instrumental y materiales en la casa que había ocupado, y que más tarde compraría Menéndez, sobre la calle 9 de julio, lugar donde viviría y trabajaría hasta su retiro.
Hombre de fuerte actividad social, en 1936, se convirtió presidente del Club Chañarense y fue durante su gestión que se construyó e inauguró la pileta de natación. Participó en el primer directorio de Ferraris y Cía. S.A. y fue profesor de la cátedra de Anatomía, Fisiología e Higiene desde la fundación de la Escuela Domingo Faustino Sarmiento.
En su consultorio, Menéndez se dedicó a la atención de lo que podríamos llamar las primitivas obras sociales, como por ejemplo a los empleados del Banco Nación, o a los socios de la Mutual de la Sociedad Italiana, o al personal de Ferraris y Cía.
Otro hecho importante de esos años lo tuvo como protagonista casi excluyente. El domingo 17 de diciembre de 1944 se inauguró el Hospital Rural N° 46 (hoy Hospital SAMCo de Chañar Ladeado) y Menéndez fue designado como Director del mismo, cargo que ejerció hasta que se jubiló, el 2 de enero de 1976.
Se fue del pueblo en el que nacieron y se criaron sus hijos en 1979. A los 88 años de edad, en la ciudad de Buenos Aires, fallecía dejando su recuerdo en la gente de Chañar Ladeado.